# I, Claudius (romance)
I, Claudius (lit.  "Eu, Cláudio") é um romance histórico do escritor inglês Robert Graves, publicado originalmente em 1934 e escrito em forma de autobiografia do imperador romano Cláudio. Incluiu a história da dinastia júlio-claudiana e do Império Romano, desde o assassinato de Júlio César em 44 a.C. até o assassinato de Calígula em 41 d.C.
A "autobiografia" do Cláudio continua, depois da morte de Calígula até sua própria morte em 54, em Claudius the God (lit.  "Cláudio, o Deus", publicado em 1935. A sequência também inclui uma seção escrita como biografia de Herodes Agripa I, contemporâneo de Cláudio e o futuro rei da Judeia. Os dois livros foram adaptados pela BBC para uma série de televisão, I, Claudius.
Em 1998, a Modern Library colocou I, Claudius em décimo quarto na lista dos 100 melhores romances do século XX. Em 2005, o romance foi escolhido pela revista Time como um dos cem melhores romances escritos desde 1923 até então.